# توماس ديمشا
توماس ديمشا (بالليتوانية: Tomas Dimša)‏ مواليد 2 فبراير 1994 في كاوناس، هو لاعب كرة سلة ليتواني. بدأ مسيرته الاحترافية في سنة 2009. يحمل الرقم 33. يبلغ طوله 6 قدم 5 بوصة (2.0 م). لعب مع زالغيريس لكرة السلة وسكايلاينرز فرانكفورت.

## روابط خارجية
- توماس ديمشا على موقع الاتحاد الدولي لكرة السلة (الإنجليزية)
- توماس ديمشا على موقع الدوري الأوروبي لكرة السلة (الإنجليزية)
- توماس ديمشا على موقع كرة السلة الأوروبية.كوم (الإنجليزية)
- توماس ديمشا على موقع DraftExpress.com (الإنجليزية)
- توماس ديمشا على موقع ريلجم (الإنجليزية)
- توماس ديمشا على موقع بروبوليرز (الإنجليزية)
- توماس ديمشا على موقع سبورتس رفرنس (الإنجليزية)